# Greenhithe
Greenhithe je malé město v Anglii, v hrabství Kent, okres Dartford. Nachází se 27 km severovýchodně od města Maidstone a 30 km na východ od centra Londýna. V roce 2005 zde žilo 4700 obyvatel.

## Historie
Greenhithe pro svoji polohu bylo vhodným místem pro přistání lodí. V římském období bylo známo jako Gretenrsce od roku 1363 Grenehuth. Greenhithe bylo postaveno jako přístav s doky pro překládku obilí, dřeva a dalších komodit, k největším patřily především vývoz křídy a vápna. V nedalekém Swanscombe byl v roce 1873 vybudován Isaacem Johnsonem závod na zpracování křídy a výrobu cementu. Greenhithe ve viktoriánském období bylo na krátký čas populárním letoviskem. V roce 1842 zde byl vybudován Greenhithe Pier (neexistuje).
V roce 1862 byla zde zřízena Námořní škola pro výcvik důstojníků královského a obchodního loďstva. Admiralita přidělila k výcviku HMS Worcester. Královské námořnictvo původní celo dřevěnou loď nahradilo lodí opláštěnou železnými pláty s výtlakem 1473 tun a 50 děly. Od roku 1870 měla HMS Worcester trvalé kotviště v Greenhithe až do roku 1970. Námořní škola byla zrušena v roce 1968. S Greenhithe je spojena další významná loď clipr Cutty Sark, která byla od roku 1938 zakotvena v Greenhithe a používána k výcviku jako školní loď. V současné době se nachází v suchém doku na břehu Temže v National Maritime Museum v Greenwich.
Dne 19. května 1845 z Greenhithe vypluly na polární výpravu, kterou vedl sir John Franklin (1786–1847), a poslední plavbu lodě HMS Erebus a HMS Terror.
Městečko je dostupné po dálnicí M25, vysoko rychlostní železnici (Hight Speed 1) s nádražím Ebbsfleet International v 37 km. Nachází se zde nákupní středisko Bluewater shopping centre, které má význam pro místní ekonomiku. Ingres Abbey je zámeček v Greenhithe ze čtrnáctého století přestavěn v neogotickém slohu v třicátých letech devatenáctého století.